# Crambidae
Crambidae obuhvata porodicu travnih moljaca lepidoptera. Oni su promenljivog izgleda, sa nominalnom potporodicom Crambinae (travnati moljci) koji zauzimaju tesno presavijene položaje na stabljikama trave gde su neupadljivi, dok druge podfamilije uključuju insekte jarkih boja i šara koji počivaju u stavovima raširenih krila.
U mnogim klasifikacijama, Crambidae su tretirani kao potporodica Pyralidae ili njušnih moljaca. Osnovna razlika je struktura u bubnim organima koja se zove praecinctorium, koja spaja dve bubne membrane u Crambidae, a odsutna je kod Pyralidae. Najnovija recenzija Manroa i Solisa, u Kristensenu (1999), zadržava Crambidae kao punu porodicu. Porodica trenutno obuhvata 15 potfamilija sa ukupno 10.347 vrsta u preko 1.000 rodova.

## Sistematika
- Podfamilija incertae sedis
  - Conotalis Hampson, 1919
  - Exsilirarcha Salmon & Bradley, 1956
- Podfamilija Acentropinae Stephens, 1836
- Podfamilija Crambinae Latreille, 1810
- Podfamilija Erupinae Munroe, 1995[1]
- Podfamilija Glaphyriinae Forbes, 1923 (= Evergestinae Marion, 1952, Noordinae Minet, 1980,[2] Cybalomiinae Marion, 1955, Cathariinae Minet, 1982[1])
- Podfamilija Heliothelinae Amsel, 1961
- Podfamilija Hoploscopinae Robinson et al., 1994[1]
- Podfamilija Lathrotelinae Clarke, 1971[3]
- Podfamilija Linostinae Amsel, 1956
- Podfamilija Midilinae Munroe, 1958
- Podfamilija Musotiminae Meyrick, 1884
- Podfamilija Odontiinae Guenée, 1854
- Podfamilija Pyraustinae Meyrick, 1890
- Podfamilija Schoenobiinae Duponchel, 1846
- Podfamilija Scopariinae Guenée, 1854
- Podfamilija Spilomelinae Guenée, 1854 (= Wurthiinae Roepke, 1916)[2]

## Literatura
- Kristensen, N.P. (Ed.). 1999. Lepidoptera, Moths and Butterflies. Volume 1: Evolution, Systematics, and Biogeography. Handbuch der Zoologie. Eine Naturgeschichte der Stämme des Tierreiches / Handbook of Zoology. A Natural History of the phyla of the Animal Kingdom. Band / Volume IV Arthropoda: Insecta Teilband / Part 35: 491 pp. Walter de Gruyter, Berlin, New York.
- McLeod, Robin (18. 12. 2016). „Family Crambidae - Crambid Snout Moths”. BugGuide. Приступљено 11. 4. 2018.

## Spoljašnje veze
- "Family Crambidae". Insecta.pro
- Synclita obliteralis, waterlily leafcuter on the UF / IFAS Featured Creatures Web site
- Diatraea saccharalis, sugarcane borer
- Grape Leaffolder Moth Cirrus Digital